# Arlanda Express
Arlanda Express è il servizio ferroviario che collega l'aeroporto di Stoccolma-Arlanda con la stazione ferroviaria centrale di Stoccolma, in Svezia.
Il completamento della ferrovia è avvenuto nel 1999, stesso anno in cui l'operatore A-Train AB ha ottenuto una concessione trentennale per la gestione dei servizi. La normale velocità di crociera è pari a 200 km/h (124 mph) ed il viaggio ha una durata di circa 20 minuti. Nelle ore di punta si arriva ad una frequenza di un treno ogni 10 minuti. I treni (in totale sette) sono di tipo X3, ed operano sulle linee ferroviarie Norra stambanan e Arlandabanan.
Presso la stazione centrale di Stoccolma sono presenti gli interscambi con la metropolitana e con il pendeltåg, ferrovia suburbana.